# Peter Dörfler (Regisseur)
Peter Dörfler (* 24. Februar 1967 in Aschaffenburg) ist ein deutscher Filmregisseur, Kameramann, Drehbuchautor, Produktionsleiter und Videokünstler.

## Leben
Dörfler studierte von 1987 bis 1995 an der Hochschule für Gestaltung Offenbach am Main. In dieser Zeit war er Kameramann und Regisseur verschiedener Kurzfilme. Nach dem Diplom zog er nach Berlin und arbeitet seither als Kameramann für Werbespots, Musikvideos, TV-Trailer, Dokumentar- und Spielfilme.
Seit 2001 ist er auch videokünstlerisch tätig. Sein Debüt als Dokumentarfilmregisseur gab er 2006 mit Der Panzerknacker. Sein zweiter Dokumentarfilm Achterbahn über den Schausteller Norbert Witte wurde 2009 auf der Berlinale gezeigt und mit dem Preis der Deutschen Filmkritik 2009 (bester Dokumentarfilm) ausgezeichnet. Seine dritte Regiearbeit, die Dokumentation The Big Eden über das Leben von Rolf Eden, wurde 2011 ebenfalls auf der Berlinale vorgestellt und war 2012 als bester Dokumentarfilm für den Deutschen Filmpreis nominiert.

## Auszeichnungen
- Hessischer Spielfilmpreis 1994 für Kamera in Now What
- Hessischer Filmpreis 1998 für Kamera in Signalstörung
- Preis der Deutschen Filmkritik 2009 für Achterbahn, beste Dokumentation[4] 2009
- Nominierung Deutscher Filmpreis 2012 für „The Big Eden“

## Filmographie
- Tangled, 2000 (als Kameramann)
- Der Panzerknacker, 2006[1]
- Achterbahn, 2009[1]
- The Big Eden, 2011[2]

## Publikationen
- Immer nur Glück gehabt: Wie ich Deutschlands bekanntester Playboy wurde. Zusammen mit Rolf Eden. Lübbe-Verlag, Köln-Mülheim 2012, ISBN 978-3-7857-2457-6.